# Transactions of the American Mathematical Society
Las Transacciones de la Sociedad Estadounidense de Matemáticas (nombre original en inglés: Transactions of the American Mathematical Society) es una publicación científica mensual de matemáticas. Fundada en 1900, es publicada por la American Mathematical Society (AMS). Como requisito, todos los artículos deben tener más de 15 páginas impresas, y son sometidos al criterio de revisión por pares.

## Descripción
La revisión por pares se denomina ciega (a diferencia de la revisión doble ciega), en el sentido de que los revisores conocen los nombres de los autores, pero los autores desconocen los nombres de los revisores. La AMS tiene una colección de revistas científicas, y reserva las Transacciones para artículos largos, es decir, de más de 15 páginas compuestas, y recomienda que los artículos más cortos se dirijan a los Proceedings.
Los números de transacciones antiguos, hasta el volumen 366 de 2014, son de acceso libre. Los artículos aceptados para su publicación se indican progresivamente en el sitio web de la revista, con un resumen de acceso abierto.
Las Transactions of the American Mathematical Society Series B es una revista de acceso libre ISSN 2330-0000 en el modelo "oro", en la que los lectores tienen acceso gratuito y los autores (o sus instituciones) pagan por la publicación. Esta serie existe desde 2014. Si bien las Transacciones están impresas y disponibles en Internet, la Serie B se publica únicamente en formato electrónico. Los criterios de envío y publicación son los mismos y el consejo editorial es el mismo para ambas series.

## Indexación y resúmenes
La revista está indexada y los resúmenes se publican en las bases de datos habituales, incluidas Mathematical Reviews, Zentralblatt MATH, Science Citation Index Expanded, Science Citation Index—Expanded, ISI Alerting Services, CompuMath Citation Index y Current Contents, Physical, y Chemical & Earth Sciences.
En 2018, el SCImago Journal Rank le asignó a la revista un factor de impacto de 2,18. A modo indicativo, el volumen 370 (publicado en 2018), tiene más de 9000 páginas.